# Colonial Heights
Colonial Heights – jednostka osadnicza w Stanach Zjednoczonych, w stanie Tennessee, w hrabstwie Sullivan.